# Selección de rugby league de Colombia
La Selección de rugby league de Colombia, conocida como Cóndores, es el representante de dicho país en los campeonatos oficiales.
Actualmente ocupa la posición 40° en el ranking mundial de la International Rugby League.

## Historia
En 2017 disputa el primer Campeonato Latinoamericano, pierde en semifinales frente a la selección Argentina por 6-36, y vence en la definición del tercer puesto a Brasil por un marcador de 22-18.

## Partidos disputados
| 17 de noviembre de 2017 | Argentina | 36 - 6 | Colombia | Los Ángeles, Chile |  |

| 18 de noviembre de 2017 | Colombia | 22 - 18 | Brasil | Los Ángeles, Chile |  |

| 20 de octubre de 2018 | Colombia | 10 - 48 | El Salvador | Brisbane, Australia |  |

| 23 de noviembre de 2018 | Brasil | 54 - 12 | Colombia | São Paulo, Brasil |  |

| 24 de noviembre de 2018 | Colombia | 16 - 28 | Argentina | São Paulo, Brasil |  |

| 14 de julio de 2019 | Colombia | 16 - 30 | India | Brisbane, Australia |  |

| 9 de noviembre de 2019 | Colombia | 48 - 18 | Uruguay | Brisbane, Australia |  |

| 26 de noviembre de 2022 | Colombia | 14 - 34 | Chile | Jericó, Colombia |  |

| 26 de noviembre de 2022 | Colombia | 0 - 56 | Brasil | Jericó, Colombia |  |

## Participación en copas

### Rugby League XIII

#### Torneos Sudamericanos
- Latinoamericano 2017: 3° puesto
- Copa Sudamericana 2018: 3° puesto (último)
- Copa Sudamericana 2022: 3° puesto (último)
- Sudamericano 2024: no participó

### Rugby League Nines
- Torneo Latino 2016: Semifinales

### Rugby League Sevens
- Torneo Latino 2015: Fase de grupos